# Wissel (Epe)
Wissel is een buurtschap in de gemeente Epe, in de Nederlandse provincie Gelderland. Het is gelegen ten zuidwesten van Epe en heeft bijna 200 inwoners.
Wissel is landelijk redelijk bekend vanwege het voormalige Dierenpark Wissel. Wissel heeft een eigen voetbalvereniging SV Wissel en er bevinden zich diverse campings. Deze campings draaien naast de dierentuin en de hoofdplaats Epe ook op de omgeving. Het gebied waarin Wissel is gelegen, is vrij bosrijk. Verder is de plaats vooral agrarisch.
Wissel werd vroeger beschouwd als een echte woonplaats, maar in de negentiende en twintigste eeuw veranderde dat langzaam. Anno 2006 is er opnieuw discussie over de status van de plaats; zo is er een commissie opgericht die als doel heeft de wens tot zelfstandigheid van de kern, het een dorp of gehucht laten worden, te verwezenlijken. De gemeenteraad heeft zich in eerder stadium al tegen verzelfstandiging uitgesproken.